# Suruga-Graben

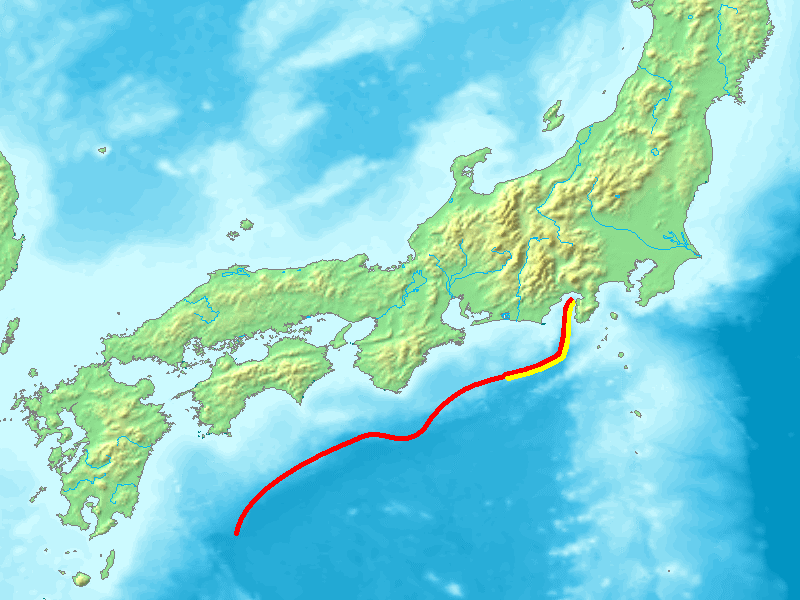
Die gelbe Linie ist der Surugagraben, während die rote Linie der Nankaigraben ist

Der Suruga-Graben (japanisch 駿河トラフ Suruga Torafu, englisch Suruga Trough oder 駿河舟状海盆 Suruga shūjō kaibon, deutsch ‚Suruga-Tiefseegraben‘) liegt vor der Küste der Suruga-Bucht in Japan. Der Graben ist die Fortsetzung des Nankai-Grabens bzw. dessen nördlicher Teil. Der Graben ist durch die Subduktion der schwereren Philippinische Seenplatte unter die Amurplatte entstanden.